# Vilarelho da Raia
Vilarelho da Raia is een plaats (freguesia) in de Portugese gemeente Chaves en telt 619 inwoners (2001).